# São Tomé de Negrelos
São Tomé de Negrelos is een plaats (freguesia) in de Portugese gemeente Santo Tirso en telt 4241 inwoners (2001).